# Wetaskiwin

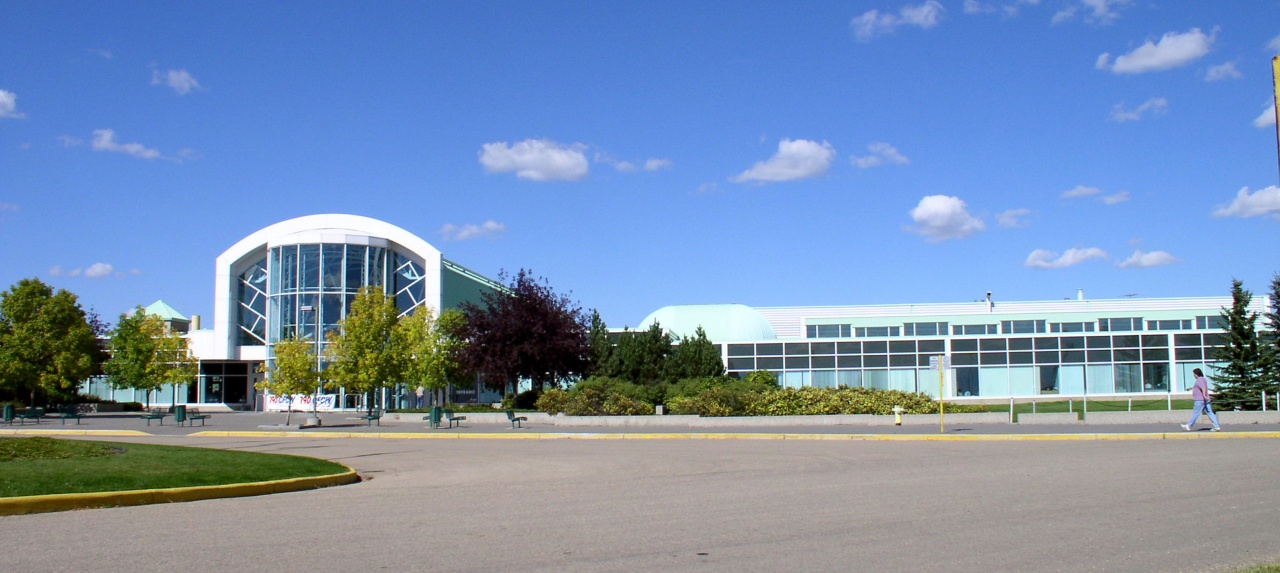
Muzeum w Wetaskiwin

Wetaskiwin – miasto w Kanadzie, w prowincji Alberta.  Jest położone 70 km na południe od Edmonton.  Zostało założone w 1892 r. i otrzymało  prawa miejskie w 1906 r.